# سو هيون
سوزان هيلين هيون (مواليد 31 مايو 1962)، والمعروفة لاحقًا باسمها بعد الزواج سوزان بريستون، هي سباحة أمريكية سابقة شاركت في منافسات السباحة في جامعة بيتسبرغ، وحصلت على جائزة "كل أمريكا" طوال سنوات دراستها الجامعية الأربع، وحققت سبعة أرقام قياسية مدرسية. مثّلت الولايات المتحدة في دورة الألعاب الأولمبية الصيفية لعام 1984 في لوس أنجلوس، كاليفورنيا، وحصلت على المركز الرابع في نهائي سباق 400 متر فردي متنوع. 
ولدت سوزان ابنة السيد والسيدة آرثر هيون في سوميت، نيو جيرسي في 31 مايو 1962، لكنها نشأت في كلاركس سوميت، بنسلفانيا، حيث التحقت بالمدرسة الثانوية.

## الحياة المهنية
سبحت سو لصالح مدرسة أبينغتون هايتس الثانوية، حيث حطمت الأرقام القياسية في السباحة الحرة وسباحة الصدر وسباحة الظهر والسباحة المتنوعة الفردية. وفي أغسطس من عام 1979، حصلت سو على ميداليتين ذهبيتين في بطولة السباحة الطويلة للناشئين في كاليفورنيا، محققة أرقامًا قياسية في الفئة العمرية في سباقي 200 و400 متر فردي متنوع. ثم انتقلت إلى بيتسبرغ لإنهاء فصول المدرسة الثانوية في مدرسة شالر الثانوية، ولتكون أقرب إلى نادي بيتسبرغ المائي، حيث تدربت مع المدرب ديك برادشو، الذي درّبها أيضًا عندما التحقت لاحقًا بجامعة بيتسبرغ. وفي أبريل 1980، حظيت باهتمام وطني كبير حيث احتلت المركز الرابع في سباق 400 متر فردي متنوع في لقاء اتحاد الهواة الرياضيين الوطني للسباحة الطويلة في أوستن، تكساس.

### جامعة بيتسبرغ
سبحت هيون لصالح جامعة بيتسبرغ تحت إشراف المدربين ديك برادشو وخليفته ديف بيلوفيتش بمنحة سباحة كاملة، من عام 1981 إلى عام 1985، محققة سبعة أرقام قياسية للمدرسة. وفي بيتسبرغ، حصلت على تكريمات All-America 11 مرة، وحظيت بشهرة وطنية في كل موسم من مسيرتها الجامعية. كانت السباحة الوحيدة من بيتسبرغ التي حققت لقب All-America أربع سنوات متتالية وسبحت في الألعاب الأولمبية. وقد حققت إنجازات كبيرة وتنوعت في مهارات السباحة، وفي المنافسة المستقلة حصلت على تكريمات ثلاث مرات في سباق 400 متر فردي متنوع، ومرتين في سباق 500 متر حرة، ومرتين في سباق 1650 متر حرة، ومرة واحدة في سباق 200 متر ظهر، بالإضافة إلى السباحة في ثلاثة فرق تتابع بطولة. كانت بطلة فردية في Big East تسع مرات وبطلة تتابع مرتين. جلست خارج معظم عامها الدراسي الأول للتدرب على دورة الألعاب الأولمبية لعام 1984. 
حصلت على لقب أفضل سباحة في البطولة، في بطولة مؤتمر بيج إيست للسباحة في بيتسبرغ في عامها الأخير، يومي 1 و2 مارس 1984، حيث سجلت رقمًا قياسيًا في أربع مسابقات، مما أهلها لبطولة الرابطة الوطنية لرياضة الجامعات. في سباق 500 ياردة حرة، حققت المركز الأول بزمن قياسي بلغ 4:53.27، وفي سباق 400 ياردة فردي متنوع، حققت المركز الأول بزمن قياسي بلغ 4:25.04، وفي سباق 1650 ياردة حرة، سجلت رقمًا قياسيًا آخر في البطولة بزمن 16:31.78، وحققت رابع رقم قياسي في بيج إيست في سباق 200 ياردة ظهر بزمن 2:06.7.
في عام 1985، لعبت دورًا فعالًا في قيادة فريق جامعة بيتسبرغ للسيدات إلى بطولة Big East Swimming Conference للمرة الثالثة على التوالي.
خلال فصل الصيف، تلقت تدريبًا جادًا مع ديك شولبيرج من قسم الرياضات المائية في جيرمانتاون، وخاصة أثناء التدريب لدورة الألعاب الأولمبية عام 1984.

### المنافسة الدولية
حصلت على أول ميدالية لها في المسابقات الدولية، وهي الميدالية الذهبية، في سباق 400 متر فردي متنوع للسيدات في 27 أغسطس 1982 في لقاء الولايات المتحدة وروسيا المزدوج في جامعة تينيسي في نوكسفيل. وحصلت على المركز الثاني في سباق 400 متر فردي متنوع في لقاء طوكيو الدولي للسباحة.

### الألعاب الأولمبية الصيفية 1980 و1984
في سن الثامنة عشرة، تم اختيارها للفريق الأولمبي لعام 1980، وذلك بسبب أدائها في بطولة أغسطس 1980 للسباحة الطويلة للكبار حيث حصلت على المركز السابع في سباق 400 متر فردي متنوع، والأهم من ذلك، المركز الثالث في سباق 200 متر فردي متنوع. حدث اختيارها لعام 1980 في عامها الأول في جامعة بيتسبرغ، ولكن بسبب مقاطعة الولايات المتحدة من قبل الرئيس جيمي كارتر، لم تتمكن من حضور أولمبياد موسكو. بالنسبة لأولمبياد 1980، تراوحت مسافة تدريبها من 16000 إلى 20000 متر يوميًا، وهو ما يشبه مسافة التدريب الأولمبية للعديد من السباحين الرجال.
في التجارب الأولمبية لعام 1984 في إنديانابوليس، إنديانا، حلت ثانيةً خلف تريسي كولكينز في سباق 400 متر فردي متنوع، مما أهلها للانضمام إلى الفريق الأولمبي. بلغ وقتها في سباق 400 متر فردي متنوع 4:46.36 في التجارب التي سبقت أولمبياد 1984، مما أهلها لاحتلال المركز الثالث عالميًا في هذا السباق.
في أولمبياد لوس أنجلوس عام 1984، حيث درّبها المدرب مارك شوبيرت، عضو قاعة المشاهير، من نادي كاليفورنيا للسباحة "ميشين فيجو نادادوريس"، فازت بالتصفيات التمهيدية، لكنها احتلت المركز الرابع بزمن 4:49.5 في الحدث النهائي لسباق 400 متر فردي متنوع للسيدات، أي أبطأ بثلاث ثوانٍ تقريبًا من وقتها في التجارب الأولمبية. كانت متأخرة بأقل من ثانية واحدة عن صاحبة المركز الثالث والميدالية البرونزية، بيترا زيندلر، لكنها متأخرة بعشر ثوانٍ كاملة عن منافستها الأمريكية تريسي كولكينز التي فازت بالميدالية الذهبية. لو كانت قادرة على تحقيق وقتها في التجارب الأولمبية لعام 1984، لكانت مرشحة واضحة للفوز بالميدالية. 

## الأوسمة
تم إدخالها إلى قاعة مشاهير ألعاب القوى بجامعة بيتسبرغ في عام 2019. كما حصلت على جائزة السباحة المتميزة في Big East لعام 1985. عندما تم تحسين مسبح جامعة بيتسبرغ في عام 2016، كانت صورة هيون بريستون واحدة من الصور القليلة للسباحين الذين تم وضعهم على جدار "الأساطير" في مسبح الأشجار بجامعة بيتسبرغ الذي تم تجديده حديثًا.

## الحياة بعد السباحة
بعد التخرج من الكلية ومنافسات السباحة، عملت هيون كمعلمة في مدرسة ابتدائية، حيث كانت تدرس في الغالب الصف الرابع، وكانت تعيش بالقرب من منطقة خليج سان فرانسيسكو مع زوجها جيم بريستون، وهو رياضي ومتسابق ثلاثي في رياضة الرجل الحديدي، وطفليهما.
واصلت السباحة، وفي صيف عام 2016، سجّلت رقمًا قياسيًا وطنيًا في فئة الماسترز في سباق 10 كيلومترات (6ز2 ميل)، وحطمت الرقم القياسي العالمي للماسترز في سباق 800 متر (ما يقارب نصف ميل) سباحة حرة بفارق أربع ثوانٍ. وبحلول عام 2014، كانت أرقامها القياسية الأربعة المتبقية في السباحة في جامعة بيتسبرغ قد حُطّمت جميعها، لكنها شملت سباقات 400 متر فردي متنوع، و500 متر سباحة حرة، و1000 متر سباحة حرة، وهو آخر سباق حُطّمت فيه، و1650 متر سباحة حرة. كانت لا تزال تعمل مُعلّمة للصف الرابع في كاليفورنيا آنذاك.